# Síkkötőgép

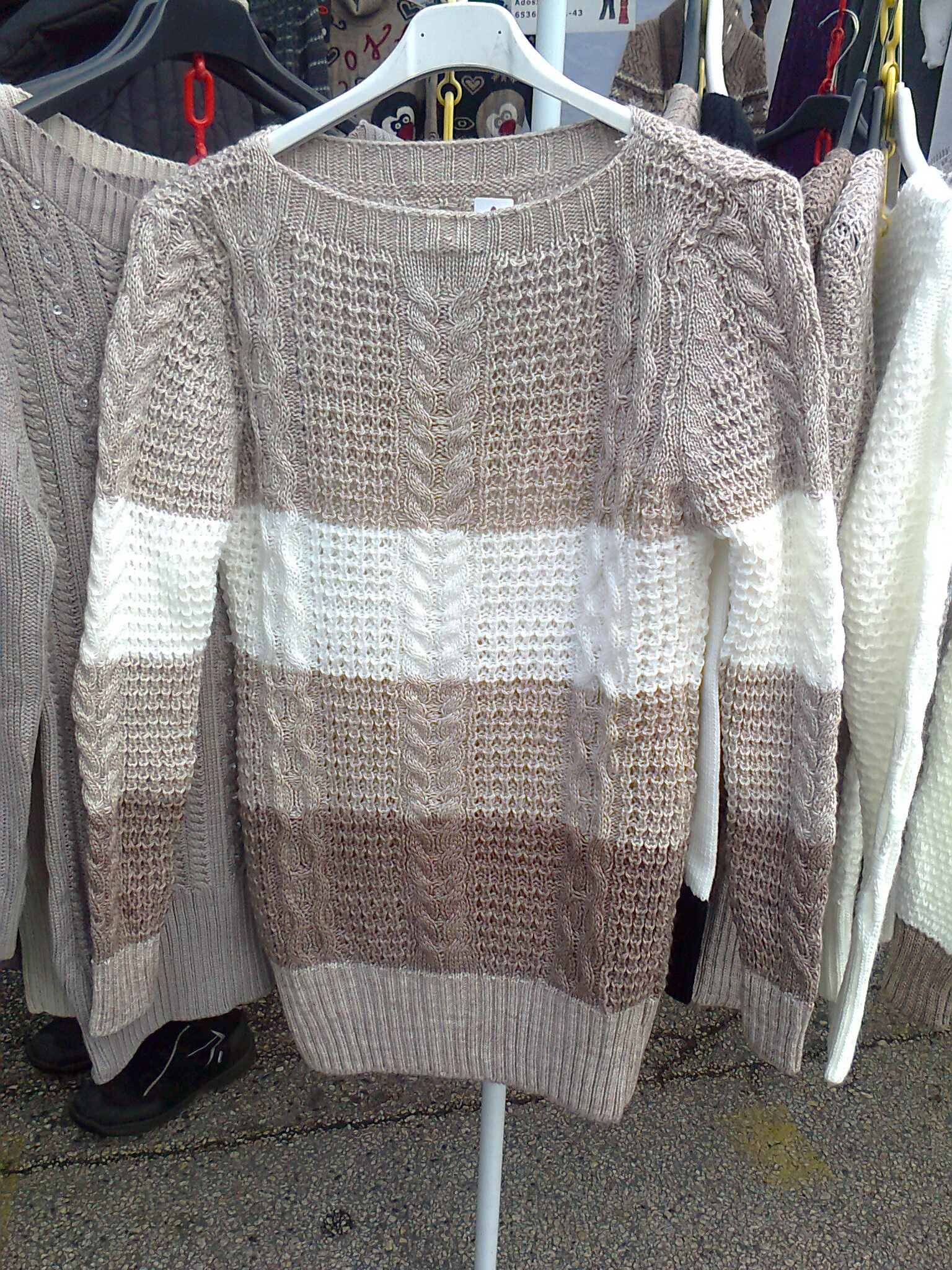
Síkkötött pulóver

A síkkötőgép a vetülékrendszerű kötőgépek egyik legismertebb, legelterjedtebb, legsokoldalúbb fajtája, amely – konstrukciójától függően – rendkívül változatos kötésmódok, mintázatok és nagyon különféle felhasználásra szánt kötöttáruk és kötött kelmék készítésére alkalmas. Jellemzője az egyenes tűágy, amelyen síklapú kelme készül – innen ered a síkkötőgép elnevezés. Általában kanalas tűkkel működik, bár vannak olyan típusai is, amelyeken tolókás tűket használnak. A tűk egyenként mozgathatók, és egy vagy két tűágyba foglalva működnek; eszerint különböztetnek meg egy ill. két tűágyas síkkötőgépeket. A két tűágy vagy Λ alakban, háztetőszerűen helyezkedik el (ezek az ún. bordás síkkötőgépek), vagy egy síkban, egymással szemben (ezek az ún. bal-bal síkkötőgépek). Az egy tűágyas gépeken „egyszínoldalas”, a két tűágyas gépeken „kétszínoldalas” kelme készíthető, de a két tűágyas gépek egy tűággyal is működtethetők, így alkalmasak egyszínoldalas kötés előállítására is.
A síkkötőgépek magas fokon automatizált, nagyipari változatai a kötőiparban nagyon elterjedtek, egyszerűbb változatait pedig előszeretettel használják magán célra, hobbikötőgép gyanánt, saját készítésű kötöttáruk előállítására.

## Történet

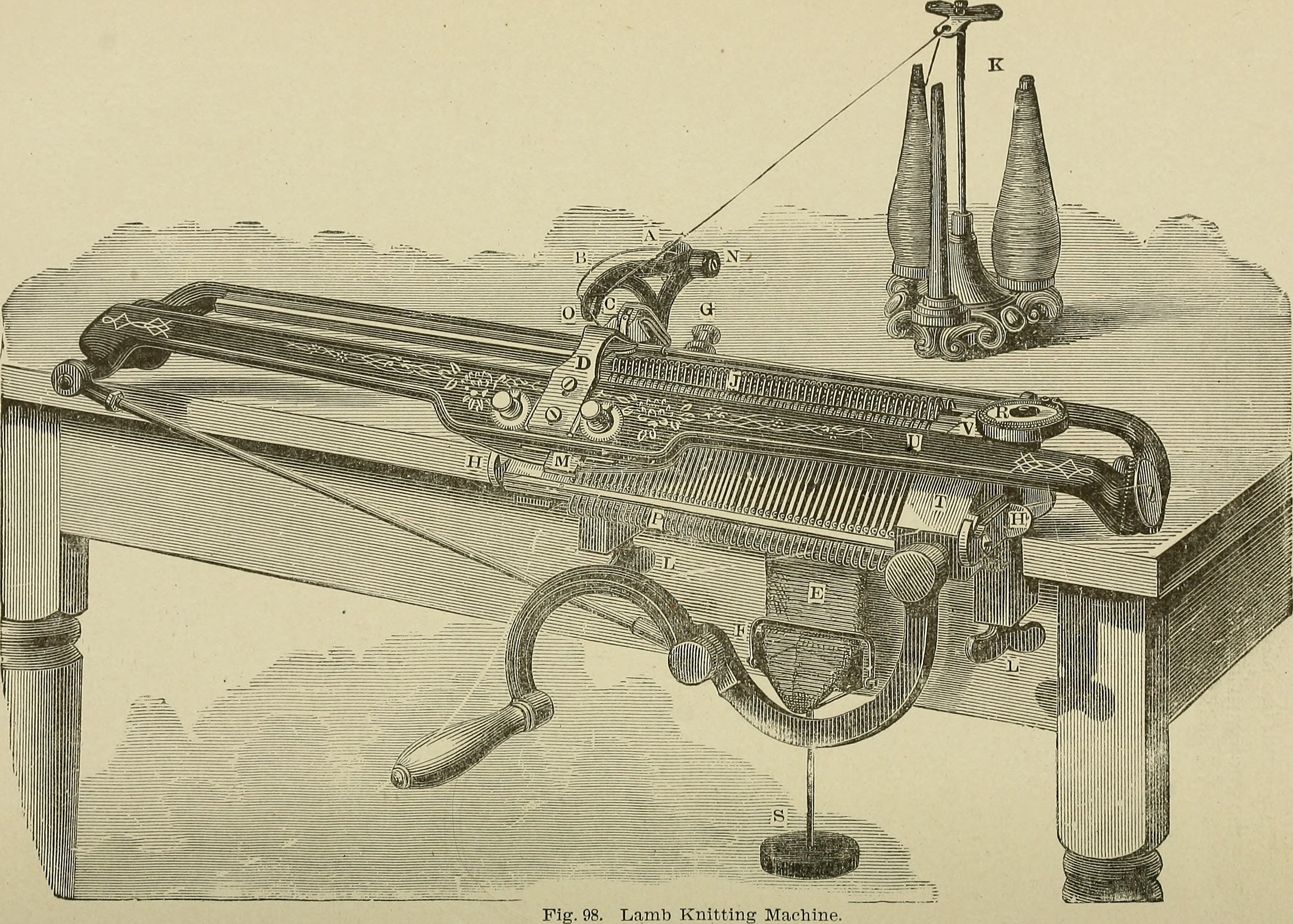
Lamb-féle síkkötőgép 1911-ből

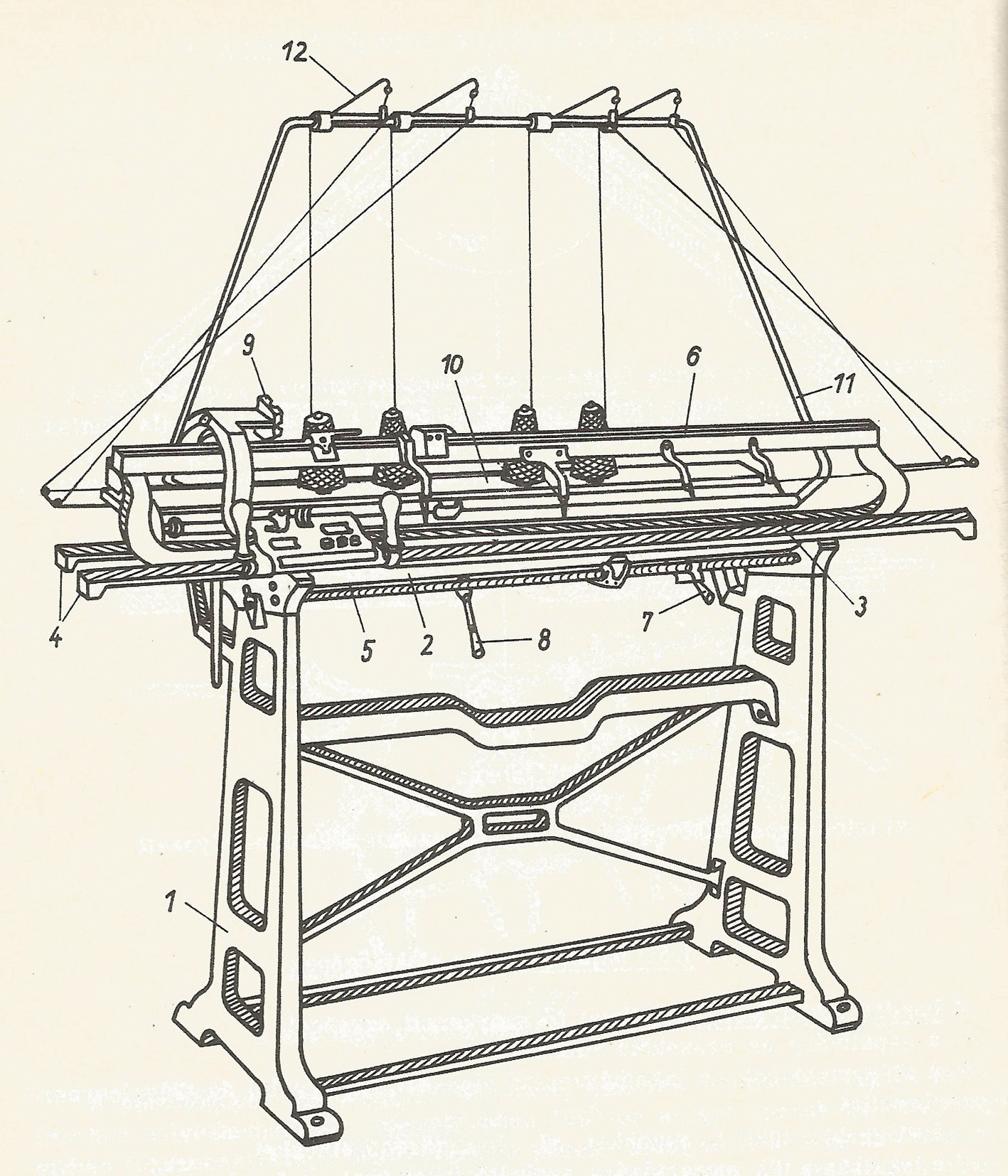
Ipari kézi síkkötőgép. 1 Gépállvány, 2 tűágytartó bak, 3 tűágy, 4 lakatházvezető sín, 5 lakatház, 6 fonalvezető sínek, 7 tűágyleeresztő kar, 8 tűágyváltó kar, 9 fonalvezető-váltó kapcsolók, 10 csévetartó asztal, 11 csévetartó állvány, 12 fonalvisszahúzó rugós kar.

A síkkötőgépet 1863-ban az amerikai Isaac Wilcom Lamb találta fel. Gépén két tűágyat alkalmazott, amelyek háztetőszerűen helyezkedtek el egymás mögött. A két tűágyban úgy helyezte el az egyedileg mozgatott kanalas tűket, hogy azok egymás közeivel voltak szemben, így a tűágyak hossza mentén végigvezetett fonalból váltakozva képződtek a szemek az egyik ill. a másik tűágy tűin. A tűket a tűágyak fölött oda-vissza mozgatott lakatházban kialakított terelő elemek (lakatok) mozgatták, amelyek a tűszárból kiálló lábakra hatottak.
Lamb eredeti konstrukcióját 1864-ben az amerikai Henry J. Griswold tökéletesítette, és háztartási harisnyakötőgépként hozta forgalomba. Megoldotta a kötési szélesség szaporítással ill. fogyasztással történő szélességváltoztatását is, vagyis az idomozás lehetőségét, ami lehetővé tette a harisnyasarok ill. -orrhegy kialakítását, vagyis így már síkkötőgépen is lehetővé vált harisnyák kiterített, de formára kötése. Ezeket a harisnyákat ugyanúgy hosszában összevarrva csővé kellett alakítani, mint annak idején a William Lee-féle technikával készült harisnyákat. Tulajdonképpen ez volt a síkkötőgép első alkalmazási területe, és elsősorban házi használatú gépnek szánták. 1870-ben a lakatrendszer átalakításával alkalmassá tették a síkkötőgépet ún. csőkötés készítésére, azaz olyan kötésmódra, hogy a lakatház egyik irányú mozgásakor csak az egyik, másik irányú mozgásakor csak a másik tűágy tűi működtek. 1888-ig kellett azonban várni arra, hogy a német G. F. Grosser síkkötőgép-gyáros megoldja a sarok- és orrhegyzsák kialakítását csőkötésben is. 1879-ben a német Laue und Timaeus gépgyár fejlesztői oldották meg először, hogy a síkkötőgép lakatkapcsolásos mintás kötések készítésére is alkalmas legyen.
Mindaddig a síkkötőgépek csak kézi hajtásúak voltak. 1880-as évek elején jelentek meg az első villanymotorral hajtott síkkötőgépek, ezeken azonban a fogyasztás-szaporítás még csak kézi munkával volt végrehajtható. 1886-ban Albin Beyer oldotta meg az idomozás gépesítését. A Seyfert und Donner síkkötőgépgyár több munkahelyes (többfejes) síkkötőgéppel jelent meg, amely felépítésében a cotton-gépet idézte. 1885-től, a Grosser cég neve alatt jelentek meg az első jacquard-gépek a piacon, amelyeken a tűket szemsoronként fémlemezekből készített lyukkártyák vezérelték kötésre ill. nemkötésre. 1912-ben kezdték felváltani a fémlemezekből összeállított lyukkártyákat a kartonból készült változatok.
Heinrich Stoll érdeme a bal-bal síkkötőgép megjelenése 1891-ben. Ez a gép az 1881-ben feltalált kétfejű kanalas tűnek köszönhette létét. A bal-bal gépen a két tűágy vízszintes helyzetű, azonos síkban helyezkednek el és a tűket befogadó hornyok egymással szemben helyezkednek el. A kétfejű tűk így egyik tűágyból a másikba csúszhatnak át és soronként váltakozva hol az egyik, hol a másik tűágyban képezik a szemeket. Így a kelme hosszában összeugrott állapotban mindkét oldalán fonák oldalú („bal-”) szemeket mutat, innen ered a „bal-bal” elnevezés. Emellett Stoll számos további szabadalmazott megoldással járult hozzá a bordás síkkötőgépek fejlesztéséhez is. Ezek közé tartozik például a szemátakasztás gépi megoldása.
Henri I. Edouard Dubied 1893-ban jelentős átalakítást végzett a lakatrendszeren, megoldotta a feltartott szemek készítését és ezzel nagymértékben fokozta a síkkötőgép mintázó képességét és sokoldalú alkalmazhatóságát.
A fejlesztésekben nagy szerepet játszott az a törekvés, hogy magán a síkkötőgépen teljesen formázott kötöttárut lehessen előállítani. Már az 1800-as években megjelentek olyan gépek, amelyeken szemvisszatartó platinákkal oldották meg, hogy csőkötésben idomozott termékek (kesztyűk, zoknik, sapkák) készülhessenek. 1940-ben az USA-ban szabadalmaztattak egy olyan síkkötőgépet, amelyen formára kötött szoknyákat állíthattak elő. 1960-ban jelent meg a Shima Seiki első, teljesen automatikus működésű kesztyűkötőgépével, amit 1995-ben követett az egybekötött (azaz minden alkatrészt egyidejűleg és egymáshoz kapcsolódóan készített, utólagos konfekcionálást nem vagy alig igénylő) ruhadarabok (pulóver, kardigán, női ruha stb.) előállítására alkalmas gépe, amelyet azóta igen magas színvonalra fejlesztett. A Stoll cég 1979-ben mutatta be első, számítógéppel programozható síkkötőgépét, amit 1994-ben a máig jól ismert CMS típussorozat és ennek a későbbiekben egyre fejlettebb változatai követtek. Mai gépei igen változatos kelmeszerkezetek, minták előállítására és nem utolsó sorban teljesen idomozott, egybekötött ruhadarabok készítésére alkalmasak.
A gépek vezérlésében, a mintázásban egyre nagyobb szerepet kapott az elektrotechnika, újabban a mikroelektronika – napjainkban korszerű síkkötőgép már nem képzelhető el számítógéppel programozható elektronikus vezérlés nélkül. Ez a fejlődés lehetővé tette a gépek szinte korlátlan mintázó képességét, mind a szerkezeti (a kötésmódok változtatásain alapuló), mind a színmintázások terén. Ma már széles körben elterjedtek a teljes idomozásra alkalmas, akár egybekötött termékek előállítására is használható gépek. Tökéletes formára kötési képességük folytán csaknem teljesen kiszorították a korábban ebben verhetetlen síhurkológépeket. Ezek a mai gépek nemcsak ruházati cikkek, hanem jelentős műszaki felhasználású kelmék és akár térbelileg idomozott, műszaki vagy egészségügyi alkalmazást szolgáló termékek készítésére is használatban vannak.

## A síkkötőgép működési elve

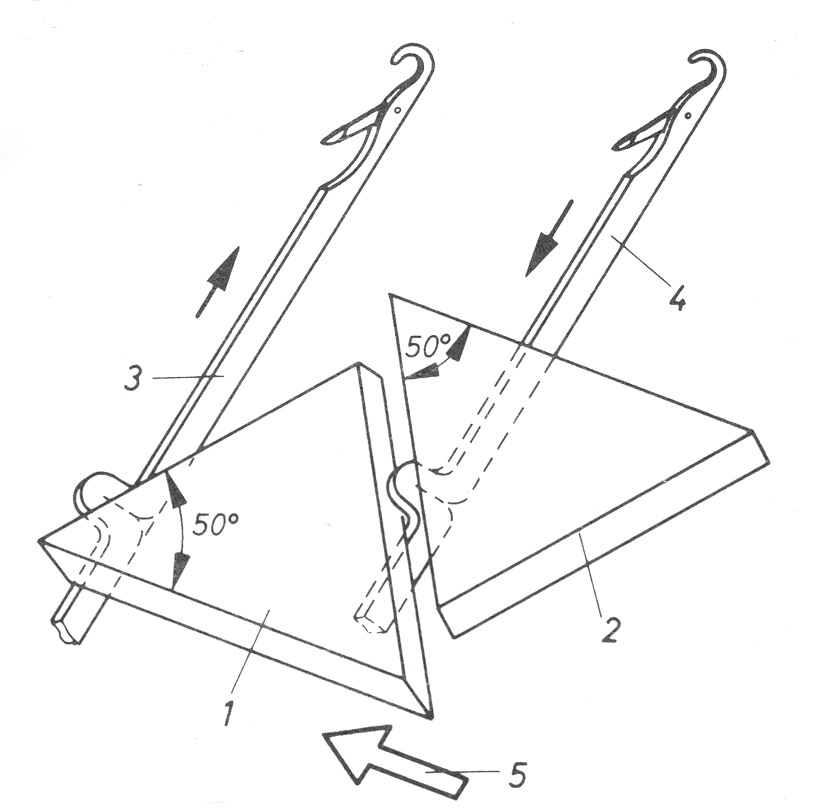
Síkkötőgép lakatrendszerének működési elve. 1 Emelő lakat, 2 süllyesztő lakat, 3 emelkedő tű, 4 süllyedő tű, 5 a lakatrendszer haladási iránya.

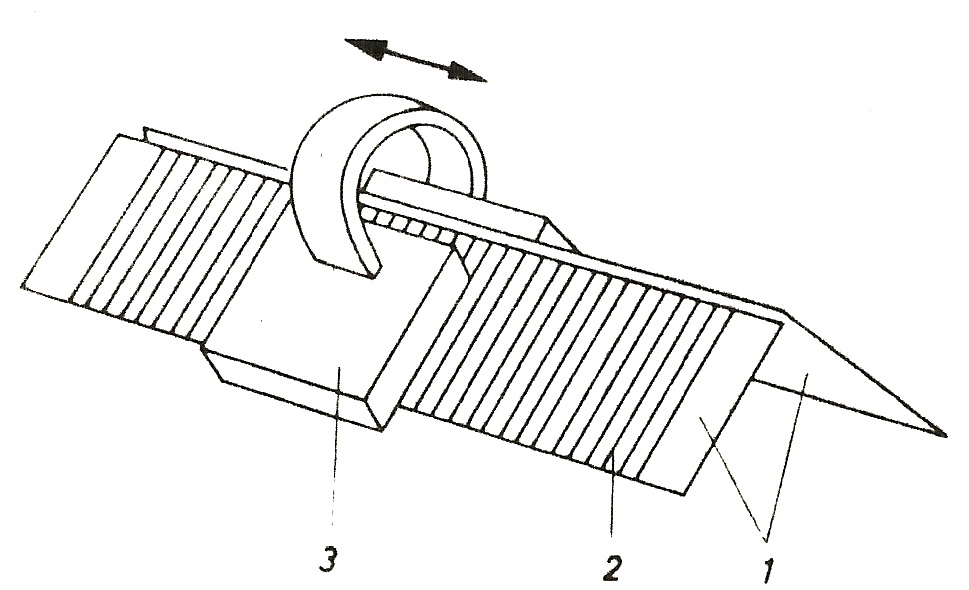
Bordás síkötőgép tűágyai és lakatháza. 1, 2 tűágyak, 3 lakatház.

A síkkötőgépeknek többféle változata van, de ezek működési elve megegyezik.
A síkkötőgépek általában kanalas tűkkel dolgoznak, bár kivételesen vannak tolókás tűkkel működő típusok is, amelyek nagyon speciális kötésmódok megoldására szolgálnak. A tűket síklapú tűágy egymással párhuzamos hornyaiban helyezik el (innen ered a síkkötőgép elnevezés, szemben a henger vagy tárcsa alakú tűággyal működő körkötőgépekkel). A tűk a tűágy hornyaiban előre-hátra mozognak és e mozgásuk közben alakítják ki a hozzájuk vezetett fonalból a szemeket. Mozgatásukhoz egy lábbal rendelkeznek, amely kiemelkedik a tűágy síkjából és a tűágy fölött oda-vissza mozgó lakatrendszer hatása alatt áll. A síkkötőgépeken általában két tűágy van, amelyek háztetőszerűen helyezkednek el, bár vannak – általában egyszerű kivitelű, főleg háziipari tevékenységre készült – egy tűágyas gépek, továbbá bonyolult kötésmódok készítésére szolgáló, három tűágyas gépek is. A két tűágy hornyait úgy állítják be, hogy alaphelyzetben horony horonyközzel legyen szemben, nehogy a két tűágyban egyidejűleg működő tűk összeütközzenek. (Ez az elrendezés az ún. bordás síkkötőgépre jellemző, ezt az elnevezést a rajta készíthető, bordás kötésnek nevezett kötésmódról kapta.) Az egyik tűágy a másikhoz képest oldalirányban elmozdítható, ezáltal tűik egymáshoz viszonyított helyzete megváltoztatható. Ennek bizonyos kötésmódok megvalósításában és főleg a mintázásban van nagy szerepe.

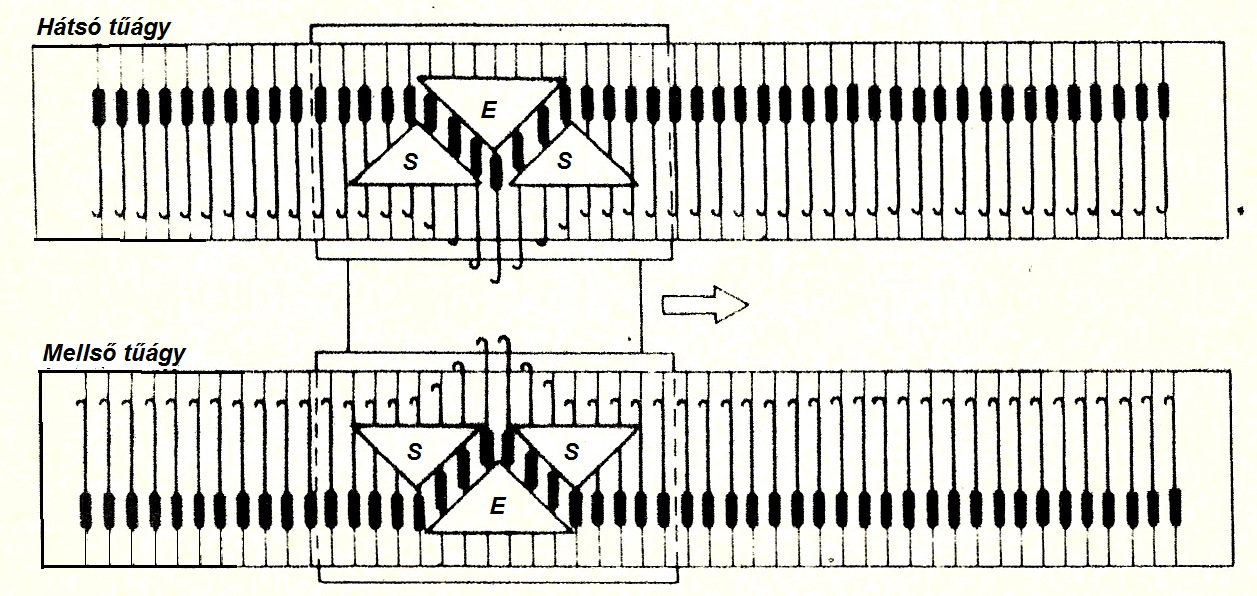
Két tűágyas síkkötőgép lakatrendszerének működési elve. E Emelő lakat, S süllyesztő lakat.

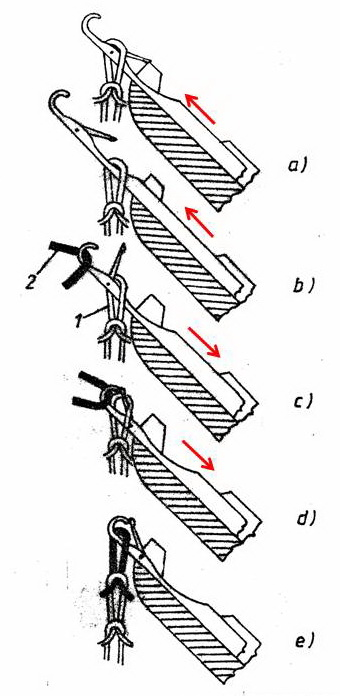
Szemképzés a síkkötőgépen. 1 régi szem, 2 új fonal.

A tűket a lakatrendszer mozgatja. Ez – leegyszerűsítve – háromszög alakú alkatrészekből (lakatokból) áll, amelyek között hézag (csatorna) van, ide nyúlnak be a tűlábak. A lakatelemeket magában foglaló lakatházat a tűk szárára merőlegesen tolják végig a tűágy fölött. A lakat ferde éle beleütközik a tűágyból kiálló tűlábakba és azokat előre vagy hátra tolja, attól függően, hogy a háromszög éle milyen irányú. Azt a lakatelemet, amely a tűket előre tolja – a horog irányában –, emelőlakatnak, azt, amelyik hátra tolja a tűket, süllyesztőlakatnak nevezik. Mindkét tűágyhoz tartozik egy-egy lakatrendszer, amely tehát három lakatból (középen egy emelő- és két oldalt egy-egy süllyesztőlakatból) áll, hogy a lakatrendszer mindkét irányú mozgása közben betölthessék a lakatok az emelő ill. süllyesztő funkciójukat. A két lakatrendszernek tökéletesen együtt kell mozognia, ezért ezeket összekapcsolják és együttesen mozgatják oda-vissza, kézi síkkötőgépeken kézzel, vagy ipari gépeken gépi erővel. Az emelőlakat általában több részből áll, amelyek külön-külön mozgathatók, ezáltal az általuk mozgatott tűk különböző módokon mozoghatnak, ami különböző kötésváltozatok létrehozását teszi lehetővé. A süllyesztőlakatok helyzete változtatható, amivel a szemek nagyságát lehet befolyásolni.
A tűkhöz a fonalat akkor kell adagolni, amikor azok – a felső holtpontjukat elhagyva – már megkezdték süllyedő mozgásukat és a szem már csaknem eléri hátulról a nyitott kanalat. A fonalat ekkor a nyitott horogba fektetik, hogy a következő pillanatban a szem rácsukja a kanalat. A tűnek ehhez a mozgásához kell igazítani a fonalvezető helyzetét, a lakatház mindkét irányú mozgásában. Annak érdekében, hogy színes mintákat lehessen készíteni, a síkkötőgépeken általában több fonalvezető van, amelyek a minta szerint váltogatva alkalmazhatók. Van olyan fonalvezető is, amelybe két különböző fonal fűzhető egymástól függetlenül, ezzel ún. fedőfonalas kötéseket lehet készíteni, amelyek szín- és fonákoldala akár eltérő színű is lehet, vagy amelyeknek a két fonal eltérő tulajdonságai miatt a szokásostól eltérő tulajdonság adható (pl. fokozott rugalmasság, ha az egyik fonal nagyrugalmasságú). A fonalakat bizonyos feszültséggel kell a tűkhöz vezetni, ehhez minden egyes fonalhoz külön-külön fékező – korszerű automatizált gépeken adagoló – berendezést alkalmaznak.
Kötés közben a készülő kelmét hosszirányú húzásnak kell kitenni, hogy az elkészült szemek megbízhatóan bukjanak át a tűkön. A húzásnak a gép teljes szélességében és a kelme gyarapodása folyamán egyenletesnek kell lennie, hogy biztosítható legyen minden szem azonos mérete. Egyszerűbb gépeken ezt a kelmére akasztott súlyokkal, ipari gépeken állandó kerületi sebességű, a kelmét közrefogó hengerpárral biztosítják. Korszerű gépeken vannak emellett olyan megoldások is, amelyek a tűkön készülő szemeket húzás nélkül is feszesen tartják, ez speciális kötési megoldásokat tesz lehetővé.
Jacquard-síkkötőgép. A jacquard-síkkötőgép jellegzetessége a – legalább az egyik oldalon alkalmazott – egyedi tűválogatás. Ezeken a gépeken minden tű mögött egy ún. mintázó platina helyezkedik el, amelyek hátsó vége kiáll a tűágyból. Ezekre a kiálló platinavégekre egy a jacquard-berendezésekre jellemző, előre-hátra lengő, a gép teljes szélességében húzódó lyukkártya hat, amely csak azokat a tűket működteti, amelyek mögött a platina vége a kártyán fallal találkozik és az a platinát és vele a tűt működő helyzetbe tolja. (A lyukkal találkozó platina helyben marad és a hozzá tartozó tűt nem helyezi működő állásba.) Ez a megoldás rendkívül változatos, nagy mintaelemű szín- és szerkezeti mintás kelmék készítését teszi lehetővé.

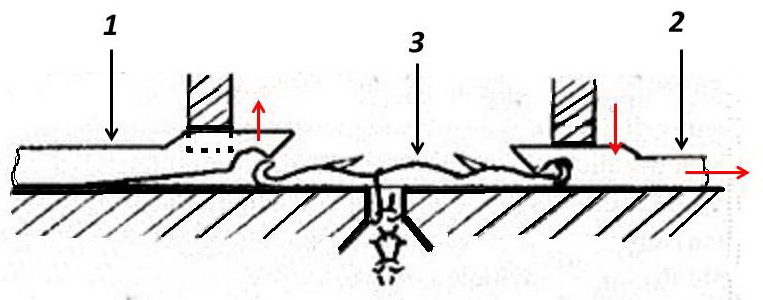
Tűátadás-átvétel bal-bal kötőgépen. 1 Átadó platina, 2 átvevő platina, 3 bal-bal tű.

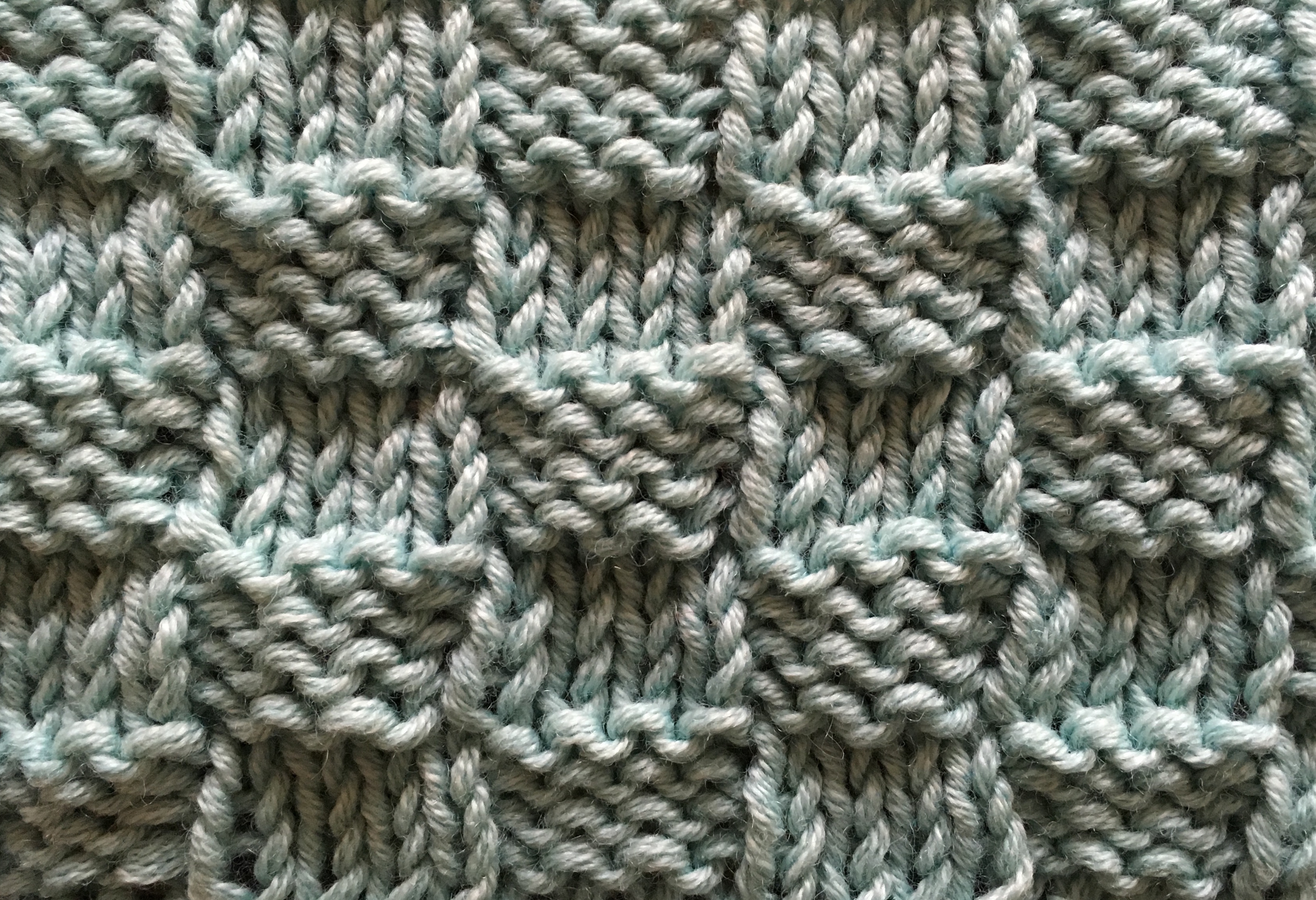
Egy jellegzetes bal-bal minta: kosárminta

Bal-bal rendszerű síkkötőgép. A bal-bal rendszerű síkkötőgépen a két tűágy egy síkban van és a tűhornyok pontosan egymással szemben helyezkednek el. A gépben kétfejű kanalas tűket használnak, amelyek mindkét vége szemképzésre képes kialakítású. A tűk váltakozva működnek hol az egyik, hol a másik tűágyban. Amikor a gép mellső tűágyában dolgoznak, akkor színoldali, amikor a hátsó tűágyban, akkor fonák- (bal-) oldali szemeket képeznek. Így – alapesetben – ugyanazon a tűn váltakozva képződnek szín- és fonákoldali szemek. Az ily módon készült sima, mintázat nélküli kelme a gépről levéve, összeugrott állapotában mindkét oldalán fonák- (bal-) oldali szemeket mutat, innen ered a bal-bal kötés elnevezés. Ezeknek a tűknek nincs lába, mozgatásukat ún. tűmozgató platinák segítségével végzi. Ezek mindkét tűágyban a tűk mögött helyezkednek el és olyan kialakításúak, hogy kampójukkal bele tudnak kapaszkodni a tűk hátsó horgába és annál fogva mozgatják azokat előre-hátra. Mivel itt a platináknak van lába, a lakatrendszer ezekre hat. A lakatrendszer kialakításánál fogva alkalmas a tűket olyan mértékben előre tolni, hogy azokat a szemben lévő platina átvegye és attól kezdve annak hatása alatt végezze el a tű a szemképzést. Erre a mintázáshoz van szükség, mert a bal-bal kötésminták a kelme esztétikai színoldalán szín- és fonákoldali szemek valamilyen rendszer szerinti váltakozásából állnak. Bal-bal síkkötőgépek is rendelkezhetnek jacquard-berendezéssel.

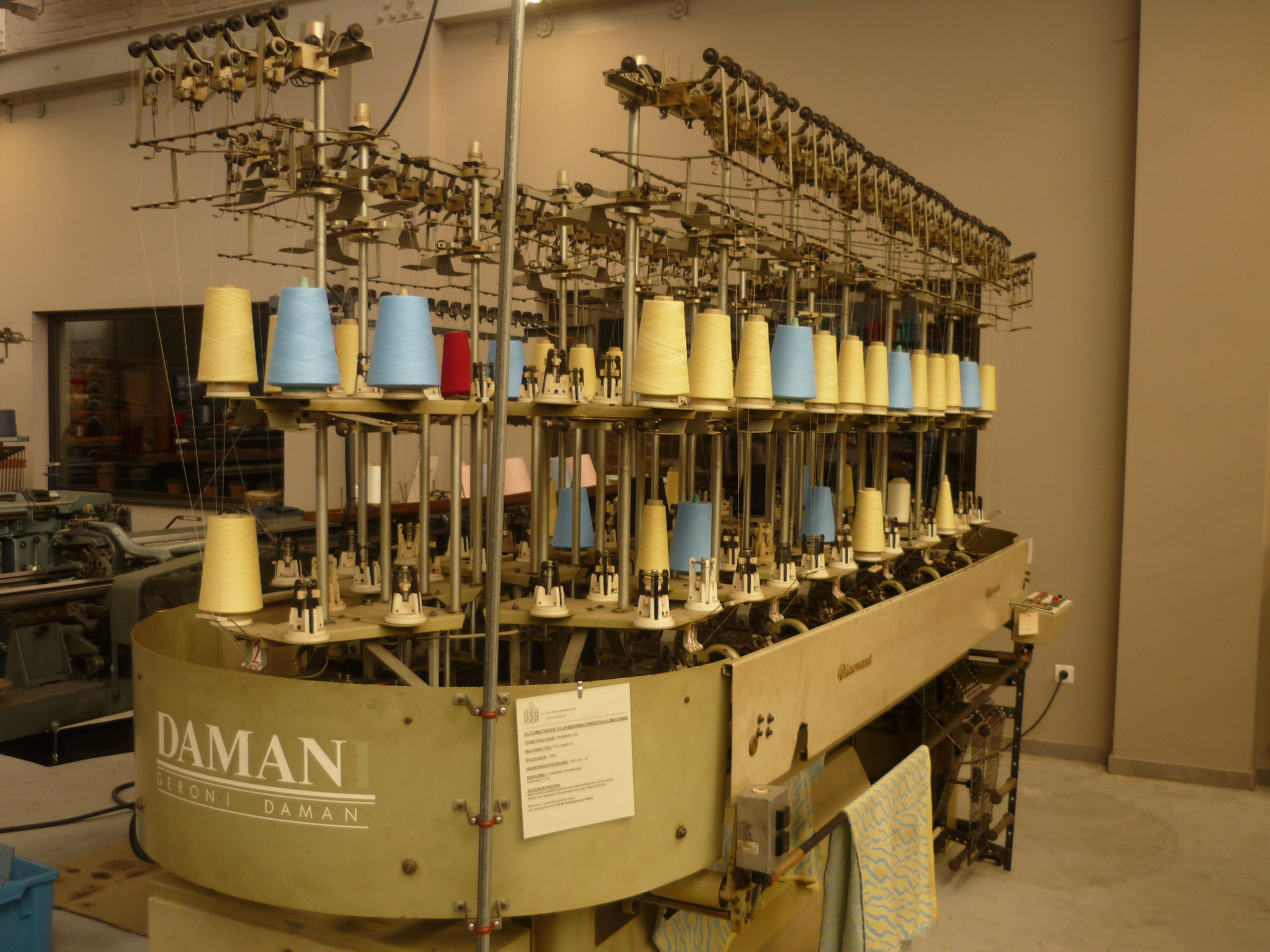
Körsíkkötőgép

Körsíkkötőgép. Az 1950–es években konstruált és az akkori Német Demokratikus Köztársaságban gyártott több lakatházas síkkötőgép, amely nagy teljesítményénél fogva egyesíti a síkkötés és a körkötés előnyeit. Felépítését tekintve olyan, mintha két síkkötőgépet egymással háttal állítanának fel, de a gép egymáshoz kapcsolt 12 lakatháza egy irányban körbe jár ezeken a "különálló" gépeken. A két oldal különböző mintázatú végkelmék készítésére alkalmas (idomozásra, azaz fogyasztásra-szaporításra nincs lehetőség), az ehhez szükséges lakatkapcsolásokat a gép vezérműve a fordulási helyeken végzi el. A gépet gyártották bordás és bal-bal kötések készítésére is. Az eredeti német gyár megszűnte után egy ideig más síkkötőgépgyárak is készítettek ilyen gépeket, de azóta ezek gyártása megszűnt.

## A síkkötőgépek mai jelentősége

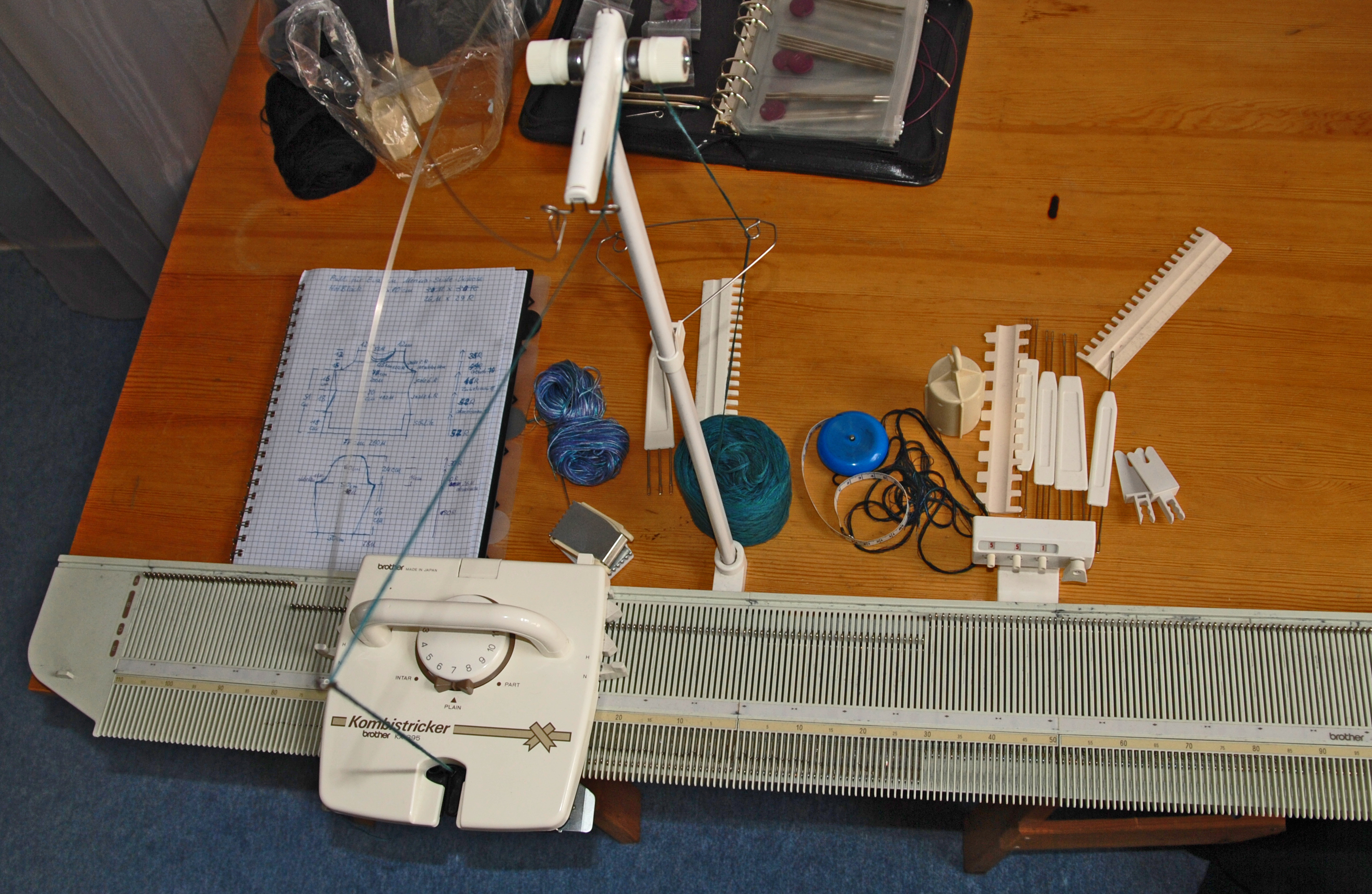
Egyszerű háztartási (hobbi-) síkkötőgép

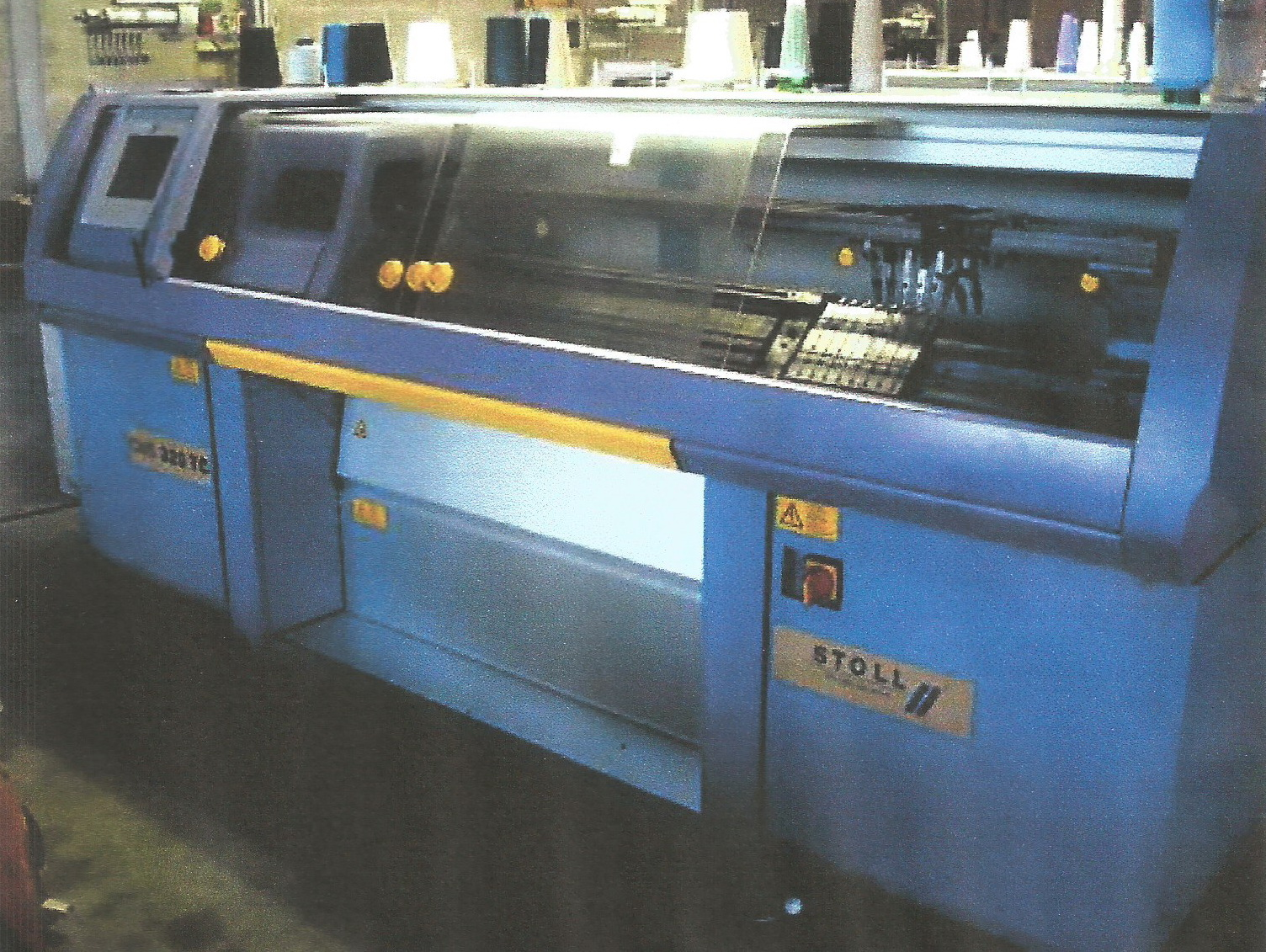
Korszerű, automatikus síkkötőgép

A mai automata síkkötőgépek elektronikus vezérlésüknek köszönhetően gyakorlatilag minden munkaműveletet önműködően végeznek el. Ez egyrészt szinte korlátlan mintázó képességükben, másrészt sík- és térbeli idomozó (formára kötő) képességükben nyilvánul meg. A termelési folyamatban azon kívül, hogy egy esetleg elszakadt fonalat újra össze kell kötni, egy eltörött tűt ki kell cserélni, a csévetartó állványon a lefogyott cséve helyére új csévét kell elhelyezni, az elkészült és a gép tartályában elhelyezkedő késztermékeket időnként el kell onnan távolítani, jóformán semmilyen más, a gép működésével, a termék kialakításával összefüggő kézi műveletet nem igényelnek. Magától értetődik azonban, hogy egy új minta vagy egy új fazon beállításánál nagyon gondos programozási és gépbeállítási munkára van szükség, amit csak jól képzett szakember tud elvégezni. A kötőgépet vezérlő program elkészítését számítógépen végzik, az ehhez szükséges szoftver minden kötőgépgyár sajátja és ezek általában nem konvertibilisek más gyárak hasonló célú szoftverjeivel. Egy munkás általában több síkkötőgép kiszolgálását végezheti.
A rendkívül gazdag mintázóképességet az teszi lehetővé, hogy a tűk – az elektronikus programozású tűválogató rendszer hatása alatt – egyedileg tehetők alkalmassá különböző szemszerkezetek készítésére, szemek átakasztására egyik tűről a másikra, valamint óriási – akár az egész kelmelapra kiterjedő – szín- és szerkezeti mintaelemek előállítására. Vannak olyan géptípusok, amelyeken egy ruhadarab (pulóver, kardigán, ruha stb.) egy darabban megköthető (ún. egybekötött ruhadarabok), nem, vagy alig igényel utólagos konfekcionálási munkát.
A gépek sokoldalúsága lehetővé teszi, hogy mindenféle kötöttáru, sokféle műszaki felhasználású kötött kelme gyártható síkkötőgépen. Ennek ellenére vannak célgépek, amelyek egy-egy speciális termék (pl. kesztyű, sapka) gyártását – épp a célnak legmegfelelőbb szerkezeti felépítésüknél fogva – igen nagy termelékenységgel végzik. Mindezek folytán a síkkötőgépek a nagyüzemi kötöttárugyártásban ma is nagyon elterjedtek és termékeik a fogyasztóközönség körében nagyon népszerűek.

## A síkkötőgépek jellemző műszaki adatai
A síkkötőgépek igen sokféle változatban készülnek, de vannak műszaki adataik, amelyek minden gépre nézve jellemzők. Ilyenek:
- a tűágyak száma (ha a gépen csak egy tűágy van, ezen csak egyszínoldalas kötés készíthető; két tűágy kétszínoldalas vagy csőkötés készítését is lehetővé teszi);
- a két tűágy egymáshoz viszonyított elrendezése (háztető alakban vagy egy síkban elrendezett tűágyak – ettől függ, hogy a gép bordás- vagy bal-bal kötésre alkalmas-e);
- a gép finomsága, azaz az 1 angol hüvelykre (inch, coll, 25,4 mm) eső tűk száma, ami meghatározza, hogy milyen finomságú fonalat lehet a gépen feldolgozni. A szokásos gépfinomságok a 2–18 tű/hüvelyk tartományban vannak, minél nagyobb ez a szám, annál finomabb fonal feldolgozását igényli a gép;
- a tűágy munkaszélessége, ami meghatározza, hogy milyen széles kelme vagy idomdarab készíthető a gépen;
- a lakatházban elhelyezett lakatrendszerek (munkaegységek) száma, ami egyrészt a termelékenységre nézve fontos adat (két munkaegység megkétszerezheti a gép teljesítményét), de fontos lehet a mintázóképesség kiterjesztése szempontjából is;
- a fonalvezetők száma, ami a többszínű minták készítése szempontjából lényeges (minden fonalvezetőbe más színű fonal fűzhető), vagy lehetővé teheti különböző tulajdonságú fonalak alkalmazását (pl. rugalmas fonal bekötését a kelme rugalmasságának fokozása érdekében),
- a tűválogatás rendszere (csoportos vagy egyedi tűválogatás), ami a mintázóképességre van jelentős befolyással,
- az egyedi tűválogatás rendszere (lyukkártyás ill. -szalagos, vagy elektronikus).

## Jegyzet
1. ↑  A háztetőszerűen elhelyezett két tűágyon készített kelme nyugalmi állapotában mindkét oldalán színoldali szemeket mutat és a kelme hosszirányban bordázottnak látszik, ezért a szaknyelv az ilyen, tető alakban elhelyezett tűágyakkal rendelkező gépeket „bordás” síkkötőgépnek nevezi. Azokon a gépeken viszont, amelyek tűágyai egy síkban helyezkednek el és tűik hol az egyik, hol a másik tűágyban dolgozva képeznek szemeket, a nyugalmi állapotban levő kelme mindkét oldalán fonák- (bal-) oldali szemek láthatók, ezért nevezik „bal-bal” kötőgépnek.
2. ↑  A "lakat" szakkifejezést az azonos értelemben használt német Schloss szóból vette át a magyar szaknyelv. (Lásd: Pálinkás András: A kötő- és hurkolóipar – magyarul. Budapest, 1937)
3. ↑  A "platina" szakkifejezés nem utal az eszköz anyagára. Platinának nevezik általában a textiliparban az olyan, legkülönbözőbb alakú, vékony acéllemez alkatrészt, amelynek valamilyen mozgásközvetítő szerepe van és – kötőgépek esetében – közvetve vagy közvetlenül részt vesznek a szemek kialakításában vagy a mintázásban. A magyar szakszó a német Platine szóból ered. (Lásd: Pálinkás András: A kötő- és hurkolóipar – magyarul. Budapest, 1937)